# Campeonato Catarinense de Futsal de 2024
O Campeonato Catarinense de Futsal de 2024, referido também como Série Ouro de 2024, foi a 65ª edição da principal competição de futebol de salão em Santa Catarina. Sua organização é de competência da Federação Catarinense de Futebol de Salão.
O campeão catarinense conquista vaga para a Taça Brasil e disputa a Recopa Catarinense da próxima temporada contra o vencedor da Copa Santa Catarina. Já o vice, além de ficar com a segunda vaga para a Copa do Brasil, representa o Estado na Copa Sul. O jogador com mais gols marcados durante a disputa da competição é premiado com o troféu "Tênis de Ouro".
O campeão do torneio foi o Jaraguá, de Jaraguá do Sul, que chegou ao décimo segundo troféu na competição. Após vencer o rival Joinville por 3 a 2 na Arena Jaraguá, confirmou o título com um placar de 2 a 2 no Cau Hansen. Como a tabela final divide os clubes por fase de eliminação e os ordena na colocação da primeira fase, os semifinalistas Joaçaba e Criciúma ficaram com o terceiro e quarto lugar, respectivamente.

## Regulamento
Todas as dez equipes foram agrupadas em um grupo único, nomeado "Chave A". Na primeira fase, elas se enfrentam em turno único seguindo o sistema de pontos corridos: 3 pontos por vitória, 1 por empate e nenhum por derrota. Para desempate de pontuação, os critérios seguem, na ordem de prioridade: maior número de vitórias, confronto direto, maior saldo de gols, mais gols marcados, menos gols sofridos e, em caso de igualdade em todos, sorteio. Os seis clubes de melhor colocação avançam diretamente ao mata-mata (terceira fase), enquanto os quatro piores disputam as vagas restantes por meio de uma repescagem (segunda fase).
Com o fim da primeira fase, as colocações servem para definir os confrontos do mata-mata: 1º contra 8º, 2º contra 7º, 3º contra 6º e 4º contra 5º. Os dois clubes que se juntarão aos seis primeiros são selecionados via repescagem, composta por dois confrontos que colocam o 7º melhor da primeira fase contra o último (10º) e o 8º melhor contra o penúltimo (9). Dessa forma, os oito participantes da terceira fase são selecionados e o chaveamento é automaticamente definido. Com um sistema de ida e volta no mata-mata, a equipe de melhor campanha na primeira fase decide o confronto em casa.
Se houver vitórias alternadas ou dois empates dentro do confronto, ocorre prorrogação de dez minutos (dois tempos de cinco) e, em caso de novo empate, a vaga é decidida por cobrança de pênaltis que segue o padrão (série inicial de cinco para cada equipe e, em caso de empate, cobranças alternadas até desigualar o placar). O mata-mata segue a ordem convencional: quartas de final com os 6 classificados e os 2 vencedores da repescagem (que assumem a 7ª e a 8ª colocação), semifinais e final. Todas as etapas desta fase são decididas pelos mesmos critérios, sem vantagem de empate para nenhum clube.
Quanto à classificação final, a equipe campeã recebe a 1ª colocação e o vice-campeão assume o 2º lugar. O restante é dividido por fases alcançadas, portanto: os semifinalistas em 3º e 4º, os eliminados nas quartas de final em 5º, 6º, 7º e 8º, e os clubes eliminados na repescagem em 9º e 10º. Para ordená-los, ignora-se resultados do mata-mata e é utilizada a classificação da primeira fase. Com isso, equipes de maior pontuação, número de vitórias ou mais gols marcados podem ficar abaixo de outras com números inferiores, mas que avançaram mais durante a competição. Por fim, nesta edição não há rebaixamento.

## Participantes
| Equipe        | Município             | Em 2023      | Ginásio                            | Títulos (último) |
| ------------- | --------------------- | ------------ | ---------------------------------- | ---------------- |
| Blumenau      | Blumenau              | 8º           | Complexo Esportivo Bernardo Werner | 0                |
| Concórdia     | Concórdia             | Não disputou | Centro de Eventos Concórdia        | 1 (2011)         |
| Criciúma      | Criciúma              | Não disputou | Ginásio Irmão Walmir Antônio Orsi  | 0                |
| Florianópolis | Florianópolis         | 6º           | Ginásio do SESI (São José)         | 0                |
| Jaraguá       | Jaraguá do Sul        | 2º           | Arena Jaraguá                      | 11 (2022)        |
| Joaçaba       | Joaçaba               | 3º           | Centro de Eventos da UNOESC        | 1 (2019)         |
| Joinville     | Joinville             | 1º           | Centreventos Cau Hansen            | 8 (2023)         |
| São Francisco | São Francisco do Sul  | 7º           | Ginásio Waldir Quirino da Luz      | 0                |
| São Lourenço  | São Lourenço do Oeste | 5º           | Arena São Lourenço                 | 0                |
| Tubarão       | Tubarão               | 4º           | Arena Multiuso Estêner Soratto     | 1 (2018)         |

## 1ª Fase
A primeira fase foi disputada em formato de pontos corridos todos contra todos, em turno único.
| Pos | Equipes       | Pts | J | V | E | D | GP | GC | SG  | %  | Zona de classificação   |
| --- | ------------- | --- | - | - | - | - | -- | -- | --- | -- | ----------------------- |
| 1   | Joinville     | 24  | 9 | 8 | 0 | 1 | 30 | 15 | 15  | 89 | Classificados à 3ª fase |
| 2   | Jaraguá       | 22  | 9 | 7 | 1 | 1 | 36 | 19 | 17  | 82 | Classificados à 3ª fase |
| 3   | Joaçaba       | 17  | 9 | 5 | 2 | 2 | 27 | 20 | 7   | 63 | Classificados à 3ª fase |
| 4   | Criciúma      | 15  | 9 | 5 | 0 | 4 | 30 | 22 | 8   | 56 | Classificados à 3ª fase |
| 5   | São Lourenço  | 12  | 9 | 3 | 3 | 3 | 26 | 27 | -1  | 45 | Classificados à 3ª fase |
| 6   | Florianópolis | 10  | 9 | 3 | 1 | 5 | 27 | 30 | -3  | 38 | Classificados à 3ª fase |
| 7   | Tubarão       | 10  | 9 | 3 | 1 | 5 | 19 | 22 | -3  | 38 | Classificados à 2ª fase |
| 8   | São Francisco | 8   | 9 | 2 | 2 | 5 | 17 | 31 | -14 | 30 | Classificados à 2ª fase |
| 9   | Blumenau      | 7   | 9 | 2 | 1 | 6 | 12 | 26 | -14 | 26 | Classificados à 2ª fase |
| 10  | Concórdia     | 4   | 9 | 1 | 1 | 7 | 16 | 28 | -12 | 15 | Classificados à 2ª fase |

## 2ª Fase
A segunda fase consistiu em uma repescagem para classificar duas equipes à fase seguinte.
| Pos |               | Ida | Volta |           | Pos |
| --- | ------------- | --- | ----- | --------- | --- |
| 7   | Tubarão       | 4–0 | 4–4   | Concórdia | 10  |
| 8   | São Francisco | 1–4 | 3–7   | Blumenau  | 9   |

## 3ª Fase
A terceira fase foi disputada em formato de mata-mata ida e volta, com equipes de melhor colocação decidindo em casa.
|  | Quartas de final | Quartas de final | Quartas de final | Quartas de final |          |           | Semifinais | Semifinais | Semifinais |  |           | Final | Final | Final |
|  |                  |                  |                  |                  |          |           |            |            |            |  |           |       |       |       |
|  | 1                | Joinville        | 1                | 7                |          |           |            |            |            |  |           |       |       |       |
|  | 8                | Blumenau         | 0                | 2                |          |           |            |            |            |  |           |       |       |       |
|  | 8                | Blumenau         | 0                | 2                |          | Joinville | 2          | 1 (4)      |            |  |           |       |       |       |
|  |                  |                  |                  |                  |          | Joinville | 2          | 1 (4)      |            |  |           |       |       |       |
|  |                  | Criciúma         | 2                | 1 (1)            |          |           |            |            |            |  |           |       |       |       |
|  | 4                | Criciúma         | 2                | 1 (1)            | Criciúma | 2         | 2          |            |            |  |           |       |       |       |
|  | 4                |                  |                  |                  | Criciúma | 2         | 2          |            |            |  |           |       |       |       |
|  | 5                | São Lourenço     | 1                | 1                |          |           |            |            |            |  |           |       |       |       |
|  | 5                | São Lourenço     | 1                | 1                |          |           |            |            |            |  | Joinville | 2     | 2     |       |
|  |                  |                  |                  |                  |          |           |            |            |            |  | Joinville | 2     | 2     |       |
|  |                  | Jaraguá          | 3                | 2                |          |           |            |            |            |  |           |       |       |       |
|  | 3                | Jaraguá          | 3                | 2                | Joaçaba  | 7         | 3          |            |            |  |           |       |       |       |
|  | 3                |                  |                  |                  | Joaçaba  | 7         | 3          |            |            |  |           |       |       |       |
|  | 6                | Florianópolis    | 3                | 2                |          |           |            |            |            |  |           |       |       |       |
|  | 6                | Florianópolis    | 3                | 2                |          | Joaçaba   | 2          | 0          |            |  |           |       |       |       |
|  |                  |                  |                  |                  |          | Joaçaba   | 2          | 0          |            |  |           |       |       |       |
|  |                  | Jaraguá          | 4                | 4                |          |           |            |            |            |  |           |       |       |       |
|  | 2                | Jaraguá          | 4                | 4                | Jaraguá  | 5         | 5          |            |            |  |           |       |       |       |
|  | 2                |                  |                  |                  | Jaraguá  | 5         | 5          |            |            |  |           |       |       |       |
|  | 7                | Tubarão          | 1                | 3                |          |           |            |            |            |  |           |       |       |       |
|  | 7                | Tubarão          | 1                | 3                |          |           |            |            |            |  |           |       |       |       |

## Premiação
| Campeonato Catarinense de Futsal de 2024 |
| ---------------------------------------- |
|                                          |
| Jaraguá Campeão (12º título)             |

## Classificação final
Os clubes são classificados de acordo com a fase em que alcançaram e, para desempate, seguem as colocações da 1ª fase.
| Pos | Equipes       | J  | V  | E | D | GP | GC | SG  | Zona de classificação           |
| --- | ------------- | -- | -- | - | - | -- | -- | --- | ------------------------------- |
| 1   | Jaraguá       | 15 | 12 | 2 | 1 | 59 | 29 | 30  | Campeão                         |
| 2   | Joinville     | 15 | 10 | 3 | 2 | 49 | 26 | 23  | Vice-campeão                    |
| 3   | Joaçaba       | 13 | 7  | 2 | 4 | 39 | 33 | 6   | Eliminados nas semifinais       |
| 4   | Criciúma      | 13 | 7  | 2 | 4 | 38 | 31 | 7   | Eliminados nas semifinais       |
| 5   | São Lourenço  | 11 | 3  | 3 | 5 | 28 | 31 | –3  | Eliminados nas quartas de final |
| 6   | Florianópolis | 11 | 3  | 1 | 7 | 32 | 40 | –8  | Eliminados nas quartas de final |
| 7   | Tubarão       | 13 | 4  | 2 | 7 | 31 | 36 | –5  | Eliminados nas quartas de final |
| 8   | Blumenau      | 13 | 4  | 1 | 8 | 25 | 38 | –13 | Eliminados nas quartas de final |
| 9   | São Francisco | 11 | 2  | 2 | 7 | 21 | 42 | –21 | Eliminados na repescagem        |
| 10  | Concórdia     | 11 | 1  | 2 | 8 | 20 | 36 | –16 | Eliminados na repescagem        |